# 大熊座15
大熊座15，又名BD+52 1365，HD 78209、SAO 27136、HR 3619，是大熊座的一颗恒星，视星等为4.48，位于銀經166.57，銀緯42.02，其B1900.0坐标为赤經9h 1m 49.1s，赤緯+52° 42.02′ 30″。